# Suecia en los Juegos Olímpicos de Sarajevo 1984
Suecia estuvo representada en los Juegos Olímpicos de Sarajevo 1984 por un total de 60 deportistas que compitieron en 8 deportes.  
El portador de la bandera en la ceremonia de apertura fue el jugador de hockey sobre hielo Mats Waltin.

## Medallistas
El equipo olímpico sueco obtuvo las siguientes medallas:
| Nombre                                                 | Deporte               | Competición |
| ------------------------------------------------------ | --------------------- | ----------- |
| Oro                                                    |                       |             |
| Gunde Svan                                             | Esquí de fondo        | 15 km M     |
| Thomas Wassberg                                        | Esquí de fondo        | 50 km M     |
| Thomas Wassberg Gunde Svan Jan Ottosson Benny Kohlberg | Esquí de fondo        | 4 × 10 km M |
| Tomas Gustafson                                        | Patinaje de velocidad | 5000 m M    |
| Plata                                                  |                       |             |
| Gunde Svan                                             | Esquí de fondo        | 50 km M     |
| Tomas Gustafson                                        | Patinaje de velocidad | 10 000 m M  |
| Bronce                                                 |                       |             |
| Gunde Svan                                             | Esquí de fondo        | 30 km M     |
| Equipo                                                 | Hockey sobre hielo    | Torneo M    |